# Nervieux
Nervieux település Franciaországban, Loire megyében. Lakosainak száma 1036 fő (2022. január 1.). Nervieux Balbigny, Épercieux-Saint-Paul, Mizérieux, Pommiers-en-Forez, Sainte-Foy-Saint-Sulpice és Saint-Georges-de-Baroille községekkel határos.

## Népesség
A település népességének változása:
| Lakosok száma | 754  | 706  | 791  | 876  | 954  | 976  | 993  | 1007 | 1015 | 1036 |
|               | 1968 | 1982 | 1990 | 2006 | 2013 | 2015 | 2017 | 2019 | 2020 | 2022 |